# Jiří Štrébl
Jiří Štrébl (* 11. listopadu 1958, Praha) je český filmový, televizní a divadelní herec. Mezi jeho nejznámější role z poslední doby patří Miloš Knobloch v seriálu Ulice (od r. 2014), seriál Svatby v Benátkách, divadelní představení Hrdinové jako my a seriál Vraždy v kruhu (2015).

## Život a vzdělání
Narodil se v Praze, stejně jako jeho sestra Alena Štréblová, která je také česká herečka. Má dvě děti, Eduarda Štréblů a Ester Štréblů s Kateřinou Pažourek.
Jiří Štrébl vystudoval Vysokou školu ekonomickou.

## Filmografie

### Divadlo
| Rok  | Název             | Role | Ocenění a nominace |
| ---- | ----------------- | ---- | ------------------ |
| 2013 | Petrolejové lampy |      |                    |
| 2019 | Jezero            |      |                    |

### Televize
| Rok  | Název                                       | Role                       | Ocenění a nominace |
| ---- | ------------------------------------------- | -------------------------- | ------------------ |
| 1988 | Proces s vrahy Martynové                    |                            |                    |
| 1991 | Velmi uvěřitelné příběhy podle Igora Chauna | segment Podržel souseda    |                    |
| 1996 | Strážní andělé[zdroj⁠?!]                     |                            |                    |
| 1997 | Trampoty pana Humbla                        | kapitán                    |                    |
| 1997 | Motel Ananthema                             | Spark                      |                    |
| 1998 | Ranč u zelené sedmy                         | český host                 |                    |
| 1998 | Milenec lady Chatterleyové                  | Tommy Dukes                |                    |
| 1999 | Nevěsta pro Paddyho                         | host v hospodě             |                    |
| 2001 | Černí andělé                                | ředitel                    |                    |
| 2001 | Šípková růženka                             | obhájce Bláha              |                    |
| 2005 | Ordinace v růžové zahradě                   |                            |                    |
| 2008 | Kriminálka Anděl                            |                            |                    |
| 2012 | Případ pro rybáře                           | pumpář Váchal              |                    |
| 2013 | České století                               | Václav Nosek               |                    |
| 2013 | Škoda lásky                                 | Tomáš                      |                    |
| 2014 | Ulice                                       | Miloš Knobloch             |                    |
| 2014 | Svatby v benátkách                          | Pavel Housa                |                    |
| 2014 | Případ pro exorcistu                        | policejní ředitel          |                    |
| 2015 | Vraždy v kruhu                              | podplukovník Zdeněk Karoch |                    |
| 2016 | Drazí sousedé                               | Slávek Hudec               |                    |
| 2020 | Místo zločinu Ostrava                       |                            |                    |
| 2021 | Anatomie života                             | Petr Gregor                |                    |
| 2021 | Pan profesor                                | pan Tauber                 |                    |

### Film
| Rok  | Název            | Role               | Ocenění a nominace |
| ---- | ---------------- | ------------------ | ------------------ |
| 1994 | Vlak             |                    |                    |
| 2009 | Pouta            | Martinec           | Český lev          |
| 2009 | Kompenzace       | otec               |                    |
| 2010 | Hlava ruce srdce | šofér              |                    |
| 2011 | Alois Nebel      | ruský důstojník    |                    |
| 2012 | Don't Stop       | otec Mikiho        |                    |
| 2014 | Místa            | Kaiser, Annin otec |                    |
| 2016 | Lída Baarová     |                    |                    |
| 2016 | Polednice        |                    |                    |
| 2019 | Špindl 2         |                    |                    |
| 2020 | Modelář          | Aleš               |                    |

### Rozhlas
| Rok  | Název                                       | Role      | Ocenění a nominace |
| ---- | ------------------------------------------- | --------- | ------------------ |
| 2011 | O princezně která se nesmála (auto pohádky) | policista |                    |
| 2011 | Účetní a víla                               | policista |                    |